# Verín
Verín es una villa, una parroquia y un municipio español localizado en el sureste de la provincia de Orense, en la comunidad autónoma de Galicia, a orillas del río Támega. Es conocida por su emblemático Entroido, por sus aguas minerales que fueron patrocinadores de la selección española de fútbol (Fontenova, Cabreiroá y Sousas), por el castillo de Monterrey que lo preside, y por su parador nacional.
Junto con la pintoresca ciudad portuguesa de Chaves conforma la primera y más importante eurociudad declarada por el comité de asuntos patrimoniales urbanísticos de la sección vertical del comisionado europeo. Este municipio está situado en el cuadrante suroriental de la provincia, lindando por el sur con la frontera portuguesa. Tiene una superficie de 93,9 km². La villa, localizada en el corazón de la fértil comarca del Valle de Monterrey, surgió al pie de una importante fortaleza medieval y constituye el más principal y próspero núcleo urbano de la provincia y de los más dinámicos de la comunidad gallega. Es además, paso obligado hacia Portugal y a Castilla y León , además de tradicional lugar de veraneo por la calidad de sus aguas medicinales de Fontenova, Cabreiroá y Sousas.

## Geografía

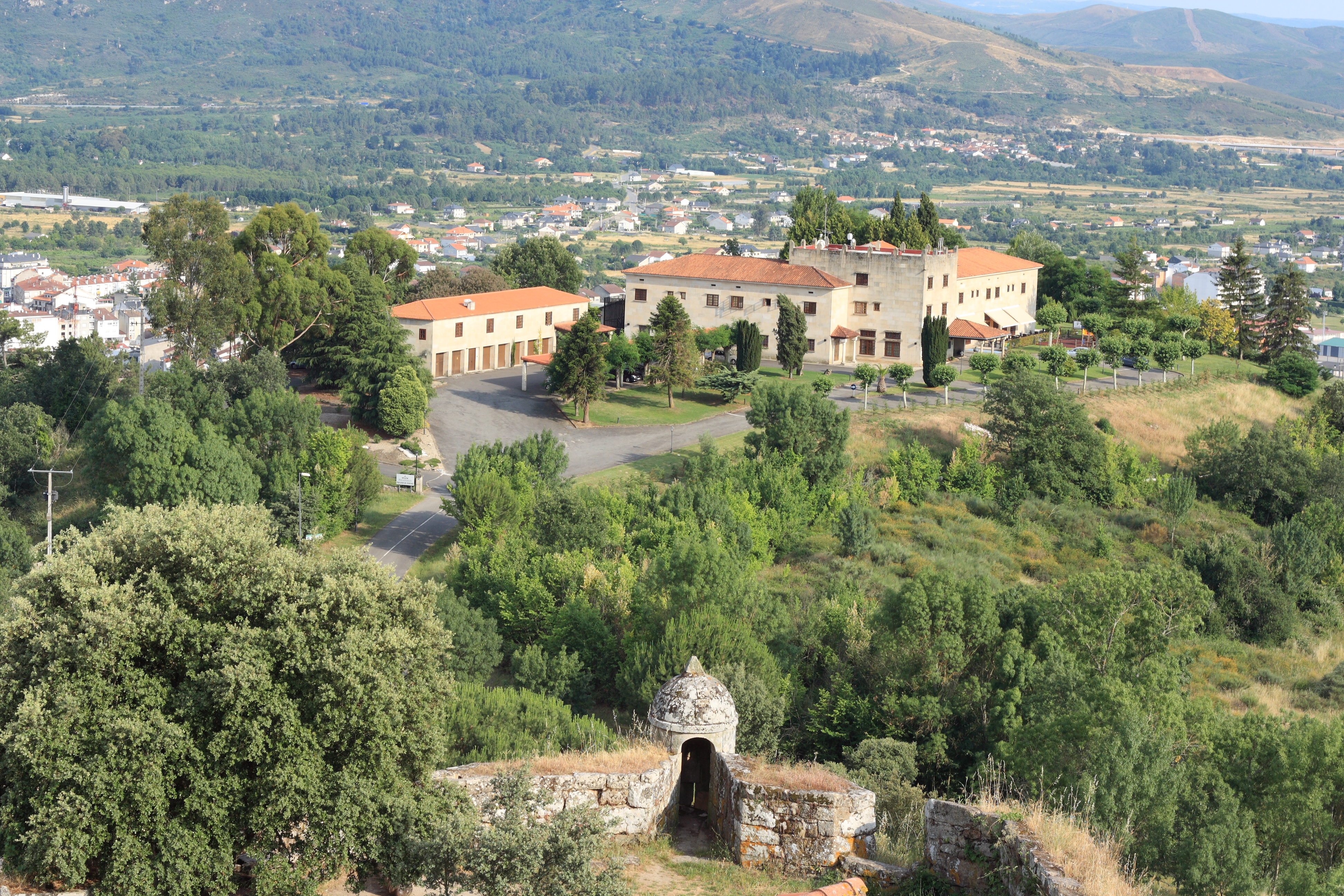
El Parador Nacional de Turismo de Verín.

Integrado en la comarca de Verín, de la que ejerce de capital, se sitúa a 69 kilómetros de Orense. El término municipal está atravesado por varias carreteras: 
- Autovía de las Rías Bajas A-52 entre los pK 154 y 162, que conecta Benavente con Porriño.
- Carretera N-525 alternativa convencional a la autovía de las Rías Bajas.
- Autovía de Verín a Portugal A-75.
- Carretera N-532, alternativa convencional a la A-75.
- Carreteras secundarias OU-113 y OU-114 que permiten la comunicación con Castrelo do Val y Laza.
- Carretera secundaria OU-310 que permite la comunicación con Vilardevós.

El relieve del municipio está caracterizado por la depresión originada por el río Támega y los relieves montañosos que lo circundan al oeste, donde la altitud llega a los 940 metros en el Alto de Valdeagua. También atraviesa el municipio una falla denominada Creba da Corga, por la que fluyen muchos manantiales de aguas minerales. La red hidrográfica se organiza en torno al río Támega, en el que afluyen otros pequeños ríos y arroyos, entre los que destaca el río Vilaza. Las superficies forestales están formadas por árboles de ribera, pinos y por matorrales. Las tierras de cultivo son de gran fertilidad y se sitúan en la zona del valle, donde abundan las viñas, que proporcionan el famoso vino de Monterrey. Las condiciones climáticas, que favorecen la calidad del vino, se caracterizan por su suavidad térmica en invierno, el calor estival y las escasas precipitaciones.
La altitud del municipio oscila entre los 947 metros (Alto de Valdelagua) y los 360 metros a orillas del río Támega, cerca de la frontera portuguesa. La ciudad se alza a 386 metros sobre el nivel del mar. 
| Noroeste: Monterrey         | Norte: Castrelo del Valle | Noreste: Villardevós            |
| Oeste: Monterrey y Oimbra   |                           | Este: Villardevós               |
| Suroeste: Oimbra y Portugal | Sur: Portugal             | Sureste: Villardevós y Portugal |

## Historia

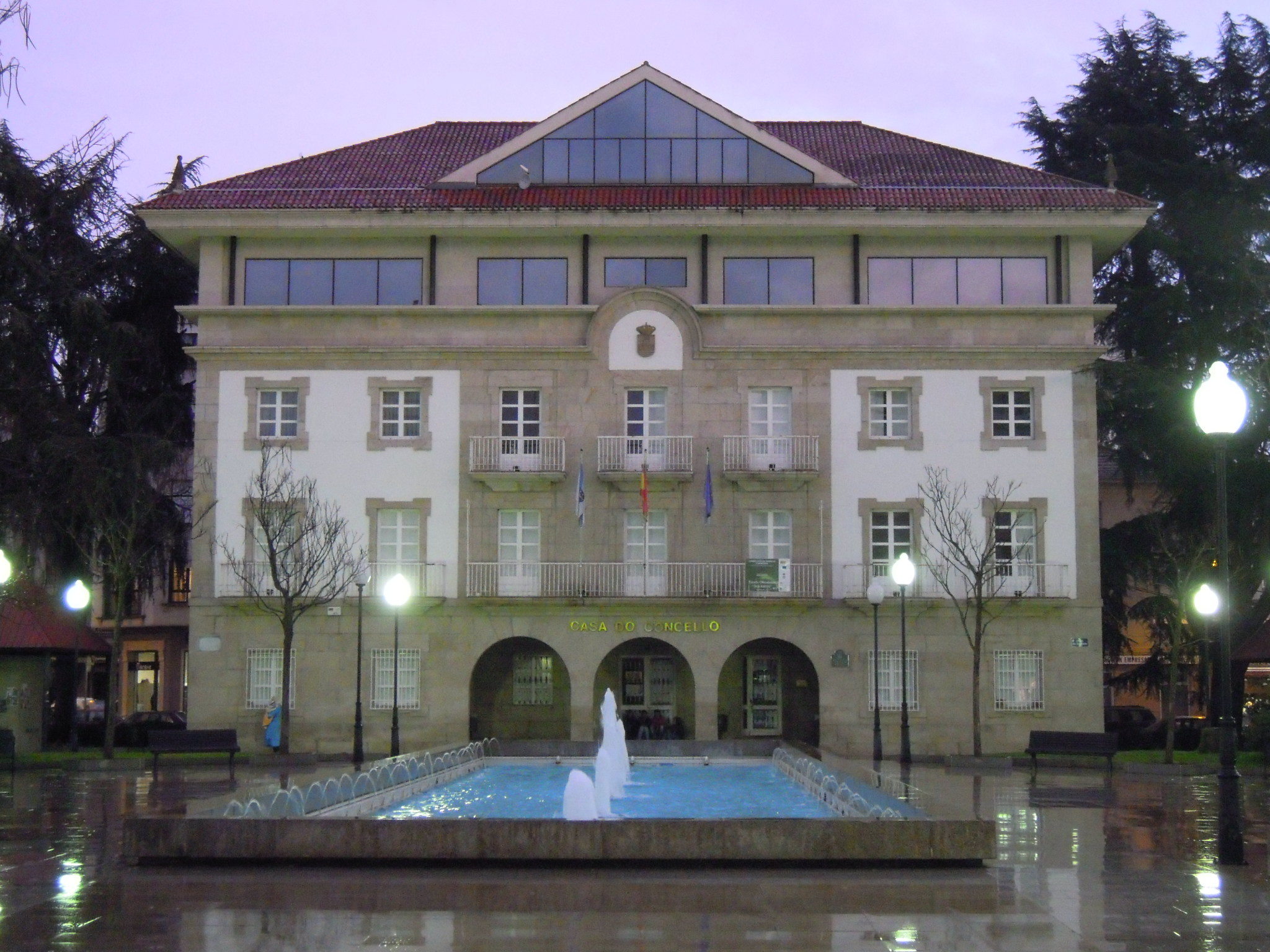
Casa consistorial

La ciudad de Verín surgió a partir de una villa romana, cuyos habitantes podrían proceder del "castro de Baronceli", situado en la ubicación que actualmente ocupa el castillo de Monterrey, construido en la Baja Edad Media. Durante el Medioevo la villa perdió su dominio y Monterrey centralizó el territorio y la vida de la comarca en torno a sus condes y señores.
Verín se convirtió durante la Edad Media en una población agrícola y tranquila, aunque a menudo se vio envuelta en los conflictos bélicos de los sucesivos gobernantes de Monterrey, así como las disputas fronterizas entre España y Portugal. En el año 1506 Felipe el Hermoso mantuvo un encuentro en la población con el cardenal Cisneros a cambio de su intermediación por la rendición parcial de las tropas de Juan III El Piadoso, rey de Portugal.
Durante la Guerra de la Independencia, el castillo se convirtió en el escenario del último de sus conflictos bélicos ya que en este entorno se produjo el ajusticiamiento de incontables tropas hostiles mediante el garrote vil.
En 2019 el ayuntamiento y la Universidad de Vigo hicieron público que se habían encontrado en el castro das Quintas del pozo do Demo de restos que «coincidían con las de una fortificación medieval que no podía ser otra más que el castillo de Cabreira», una fortaleza del siglo X del valle de Monterrey destruida en el siglo XV.

## Geografía humana

### Demografía
Cuenta con una población de 13 798 habitantes (INE 2024).
| Gráfica de evolución demográfica de Verín entre 1842 y 2021                                                           |
| |
| Población de derecho según los censos de población del INE. Población de hecho según los censos de población del INE. |

Gráfica demográfica de la villa y parroquia de Verín según el INE español:
| Gráfica de evolución demográfica de Verín entre 2000 y 2023 |
|                                                             |
| Datos según el nomenclátor publicado por el INE.            |

### Organización territorial
El municipio está formado por dieciocho entidades de población distribuidas en quince parroquias:
- Abedes[7] (Santa María)[6][9][8]
- Cabreiroá (San Salvador)
- Feces de Abajo[7] (Santa María)[6][10]
- Feces de Cima (Santa María)
- Mandín (Santa María)
- Mourazos (San Martín)[6][11]
- Pazos (San Félix)[6][12]
- Quiroganes[7] (San Bartolomé)[13]
- Quizanes[7]
- Rasela[7] (Santa María)[6][14][8]
- Tamagos (Santa María)
- Tamaguelos (Santa María)
- Tintores (Santa Cristina)
- Verín (Santa María la Mayor)[6][15]
- Villamayor de Valle[7]

## Festividades

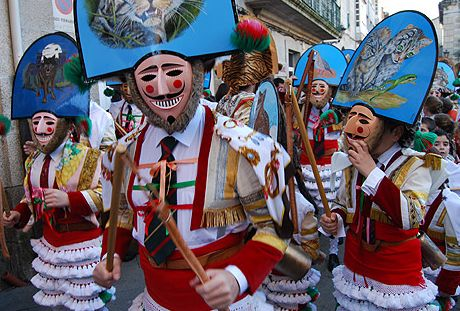
Cigarrones típicos del Entroido de Verín.

También sus fiestas son muy conocidas, sobre todo el Entroido (otra forma de llamarle al carnaval pues entroido proviene de la palabra latina Introitus que significa entrada, es decir se refiere a la entrada en la primavera), del que destaca su traje tradicional y típico: el cigarrón, de gran antigüedad.
También son muy conocidas las fiestas de Magosto y Navidades, siendo la primera una tradición gallega ubicada en el calendario entre el 1 y 11 de noviembre y en la cual se asan castañas en las hogueras hechas en los montes colindantes de Verín.
El 10 de noviembre de 2007 se celebró por primera vez la procesión de San Trifón, santo protector de las viñas. Esta procesión recorre varias calles del casco urbano y esta primera vez fue acompañada de la Charanga Xente Nova, seguida por un carro engalanado con motivos dedicados a la Viña (vid), el carro porta la imagen del Santo y una barrica con el vino que se puede degustar en cada parada; tras la carroza realiza el recorrido la gente del pueblo, con un pequeño jarro colgado del cuello para servirse el vino de la barrica durante las 4 paradas que realiza la procesión, en cada una de las cuales se sirven diferentes productos de la tierra como nabos y uvas.